# 九站遗址
九站遗址，位于中国甘肃省合水县，为一个省级文物保护单位，类型为古遗址。
九站遗址的历史年代为青铜时代。